# VZ Piscium
VZ Piscium, är en dubbelstjärna i den södra delen av stjärnbilden Fiskarna. Den har en kombinerad genomsnittlig skenbar magnitud av ca 10,3 och kräver ett teleskop för att kunna observeras. Baserat på parallax enligt Gaia Data Release 3 på ca 18,3 mas, beräknas den befinna sig på ett avstånd på ca 178 ljusår (ca 55 parsek) från solen. Den rör sig närmare solen med en heliocentrisk radialhastighet på ca -4 km/s och har en heliocentrisk nettohastighet på 144,1 km/s.

## Historik
S. C. Wolff et.al. undersökte 1965 spektrumet av VZ Piscium och fann mycket svaga H- och K-linjer med en emissionskomponent. Några av linjerna fördubblas, vilket tyder på att den är en kontaktbinär. Den bekräftades som en W Ursae Majoris-variabel med hjälp av fotometriska observationer gjorda av J. Moorhead. O. J. Eggen fann 1967 en period av bara 6,26 timmar och en hög tangentiell rymdhastighet på minst 100 km/s. Det mesta av konstellationens variabilitet befanns vara ellipsoidal och en liten O'Connell-effekt upptäcktes.

## Egenskaper
Primärstjärnan UV Piscium A är en orange till röd stjärna i huvudserien av spektralklass K3 V. Den har en massa som är ca 0,74 solmassa, en radie som är ca 0,80 solradier och har ca 0,5 gånger solens utstrålning av energi från dess fotosfär vid en effektiv temperatur av ca 4 900.
Stjärnans kombinerade spektralklass matchar en huvudseriestjärna av spektraltyp K med en typ på cirka K3. Ett massförhållande nära ett tyder på att de två stjärnorna har liknande massa. Följeslagaren UV Piscium B har en massa som är ca 0,60 solmassa, en radie som är ca 0,65 solradie och en effektiv temperatur av ca 4 000. Båda stjärnorna är mycket förvrängda av den andra stjärnans gravitation. Primärstjärnan är en tredjedel större i riktning mot följeslagaren än pol-till-pol, och den mindre massiva stjärnan är ännu mer förvrängd.

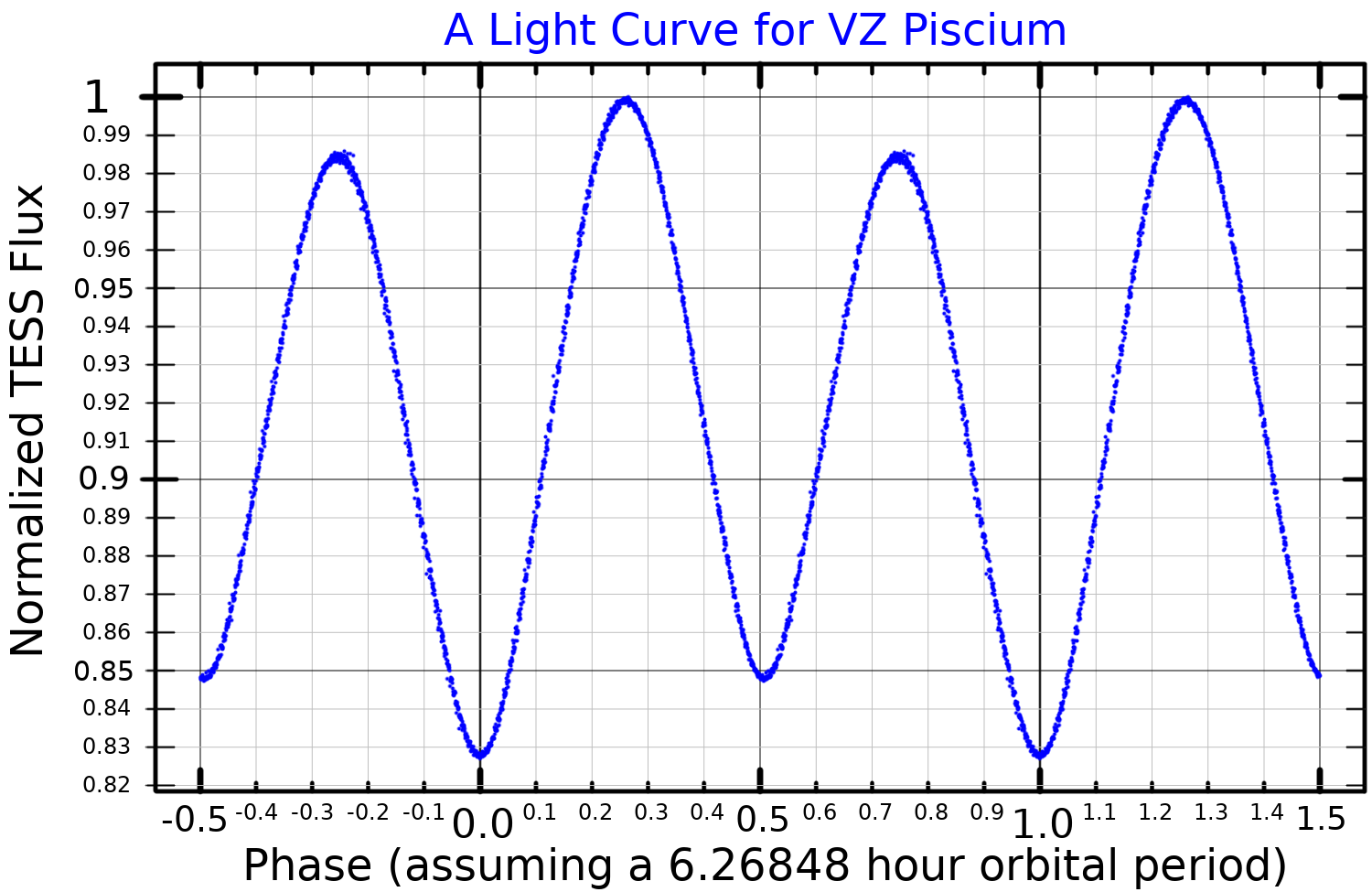
En ljuskurna för VZ Piscium plottad från TESS-data.

På grund av fysisk kontakt visar de flesta variabler av W UMa-typ förmörkelseminima med nästan lika djup, men det är inte fallet för VZ Piscium. H- och K-linjeemissionen för stjärnan tyder på ytmagnetisk aktivitet och därmed stjärnfläckar. Dessa mörkare funktioner kan förklara systemets varierande ljuskurva. En variation i systemets omloppsperiod har observerats med en tidsram på 25 år, vilket kan förklaras av en magnetisk aktivitetscykel för den mindre stjärnan.